# 王双宝
王双宝（1965年—），陕西西安人，中国大陆男演员，因饰演反派角色而知名。代表作有电视剧《12·1枪杀大案》，电影《盲井》、《疯狂的赛车》、《无人区》等。2003年与王宝强、李易祥共同获得第2届曼谷国际电影节最佳男主角。